# 長走風穴

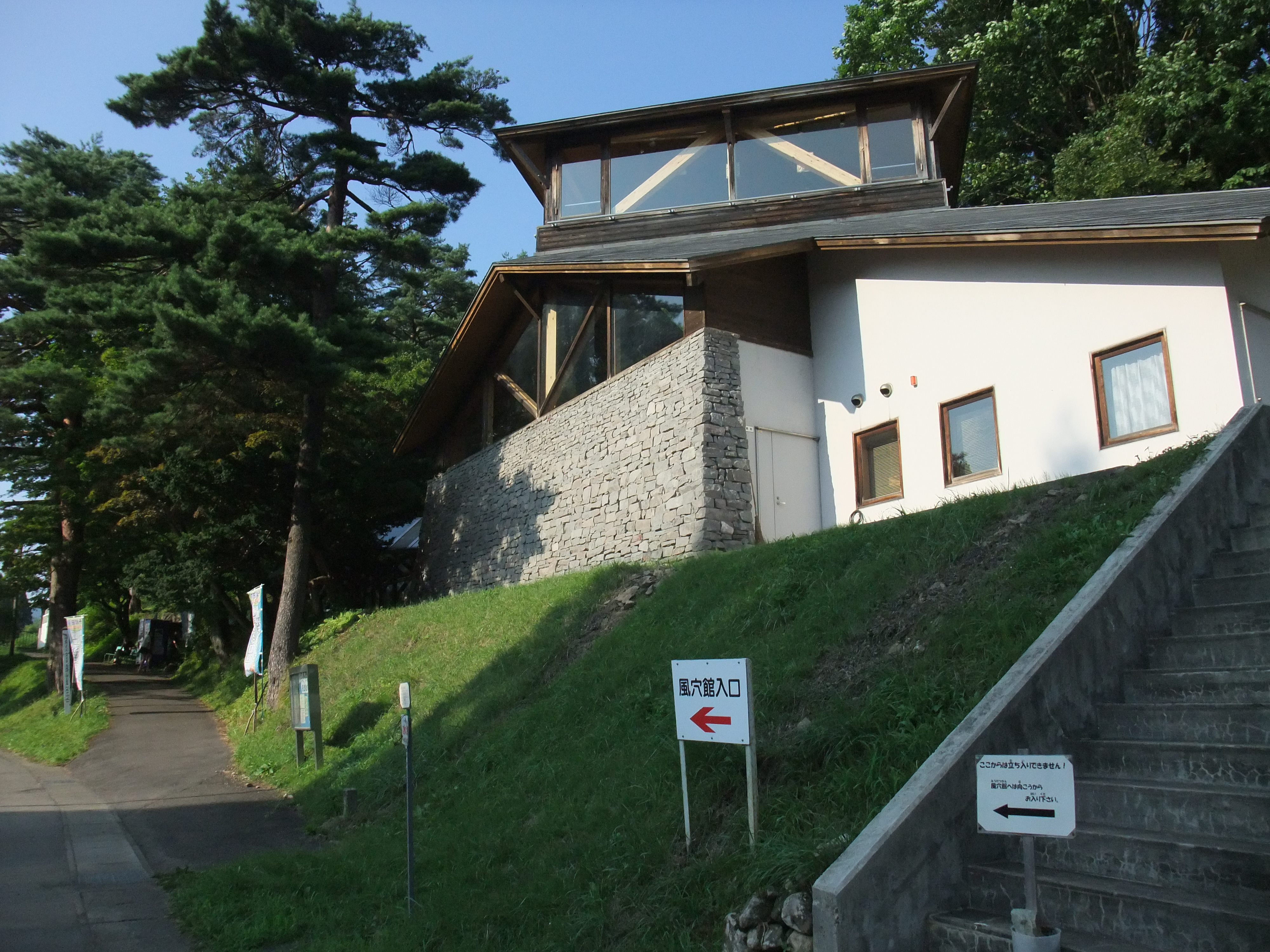
長走風穴館

長走風穴（ながばしりふうけつ）とは、秋田県大館市長走にある風穴である。風穴周辺の標高は約165メートルと、比較的低い標高帯であるにもかかわらず、風穴から吹き出る冷たい風の影響により、周囲の植生とは明らかに区別できる高山性の植物が生育しており、指定名称長走風穴高山植物群落として1926年（大正15年）2月24日に国の天然記念物に指定されている。

## 概要
大館市街より北へ約15kmの国道7号沿いに長走風穴がある。この風穴は、東にある国見山(453.9m) から崩落した岩石が堆積してできた累石型風穴で、石の間から冷気が吹き出している。国見山の北斜面に1個、西斜面に数カ所の風穴がある。
真夏に外気温度が30℃前後であっても5-6℃の冷気が風穴から吹き出している。このため周辺の植生とは異なり、標高1000m付近と同様の高山植物が育成している。このため、この一帯は長走風穴高山植物群落と言われている。

## 長走風穴館

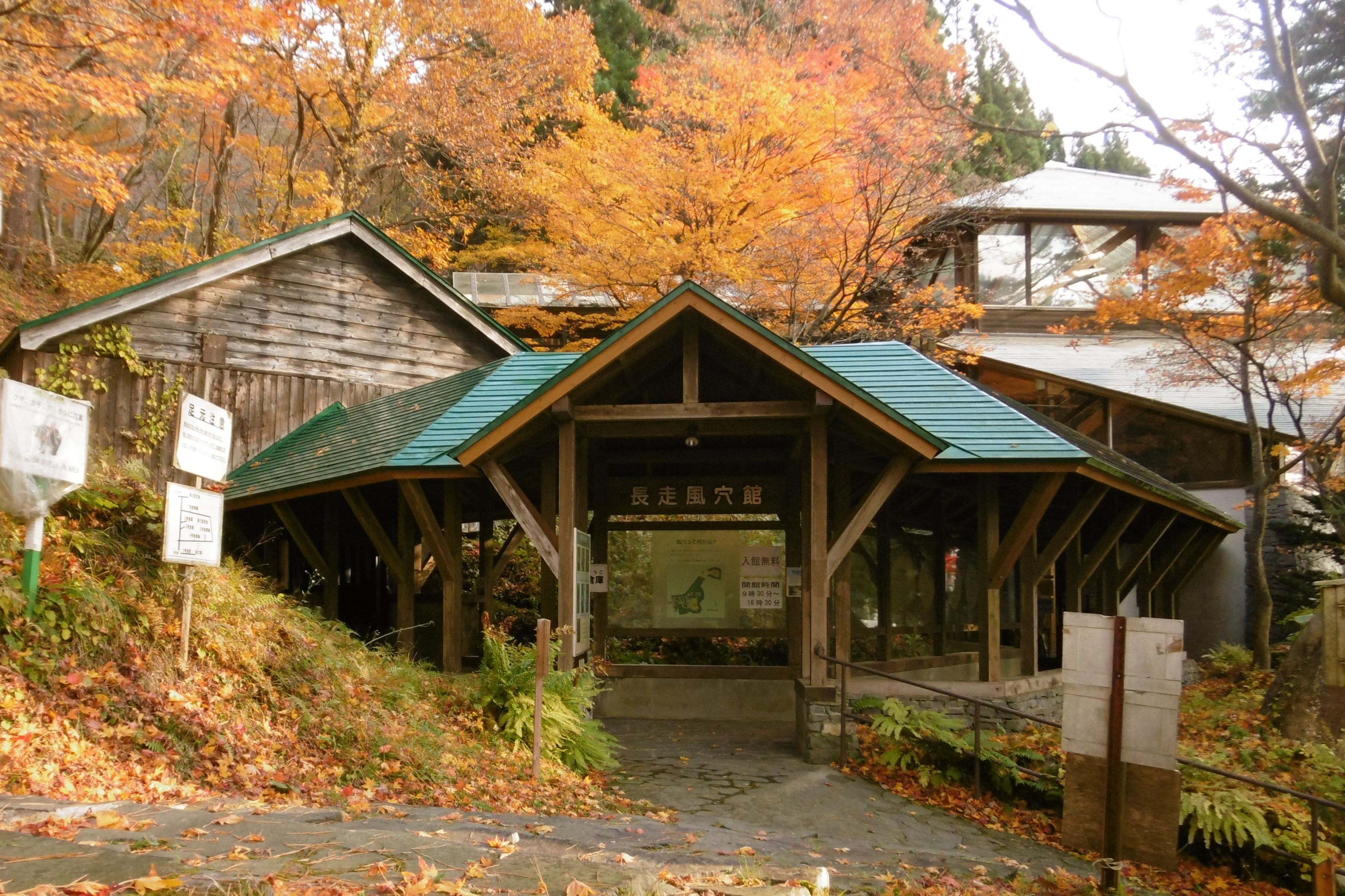
長走風穴館 入口

この建物は、文化庁の天然記念物整備活用事業によって建設され、1998年4月にオープンしたものである。風穴館入り口には風穴1号倉庫があり、風穴をどのようにりようしていたかを見ることができる。風穴倉庫から、風穴館に通じる廊下「風の回廊」では、風の不思議が体験できる。
風穴館1階には、風穴の冷気が吹き出る石の壁や風穴の仕組みと利用、長走周辺の歴史、大館市の天然記念物などを紹介するパネルコーナーがある。
中2階には、風穴の四季や高山植物が生育する原因などを、レーザーディスクによる大型画面で分かりやすく説明してくれるミニシアターがある。
2階には、冷風を利用した高山植物が展示され屋外広場へと渡り廊下が続いている。

## 長走風穴の風穴現象

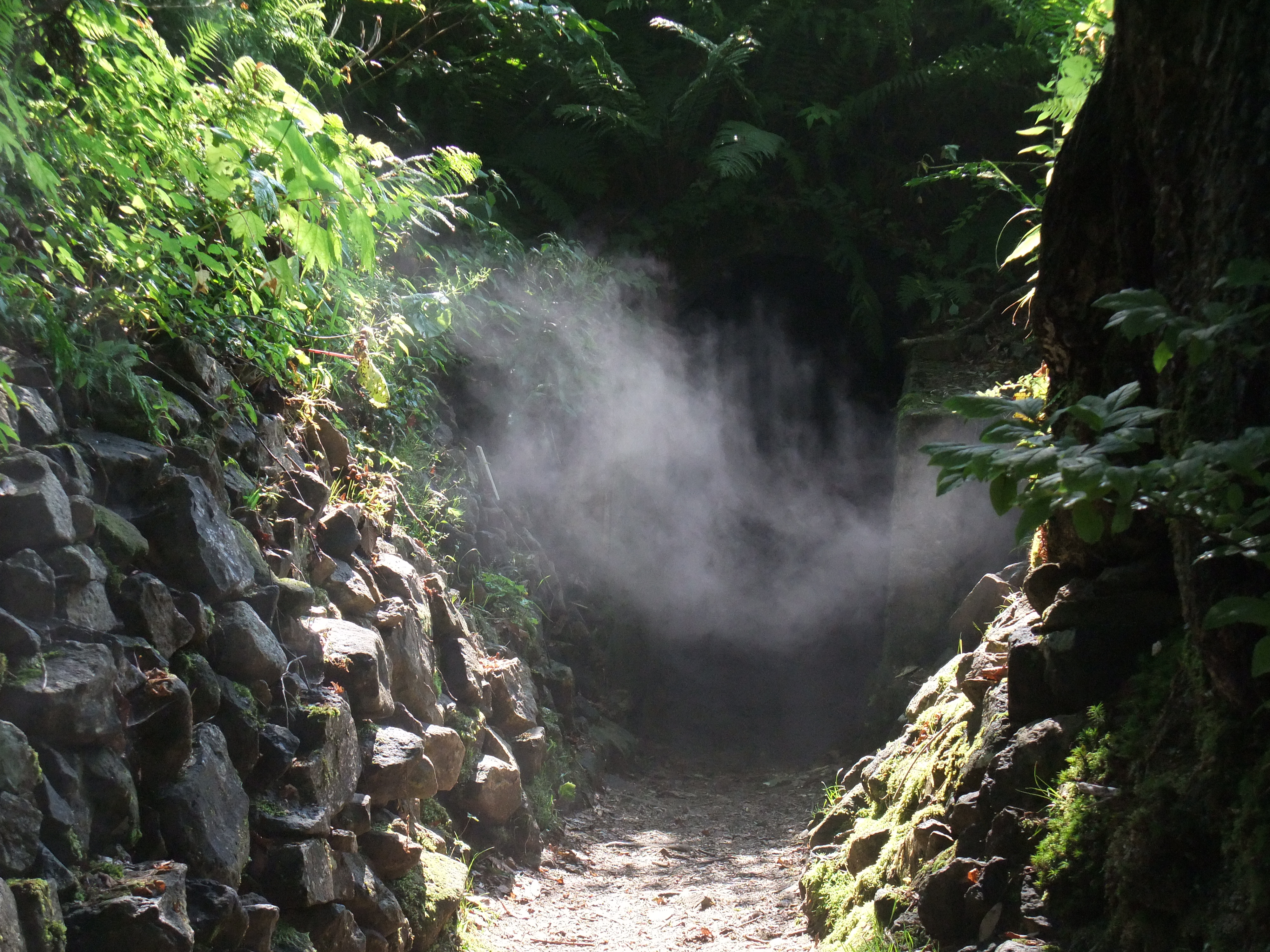
長走風穴2号倉庫

なぜ風穴現象が起きるのか、現在でも定説はないが、この長走風穴については、崩壊した岩石が堆積してできた風穴のため、内部に無数の隙間があり、冬の間山の下から上に冷たい外気が送り込まれ氷を作り、夏に冷えた空気が下に流れ出しているという説が有望である。
国見山(453.9m)の上方には吸込穴があり、夏期にはここから入った空気が冷却されて吹出穴から冷たい空気が吹き出す。冬期はこの逆で、夏期は吸込穴であった場所から温暖な空気が排出されている。11月以降の風のない朝などは、真っ白な霧となり勢いよく風穴から立ち上がることもある。この役割の交代は、おおむね彼岸頃だと言われている。
風穴よりも24mほど下に清水桂の泉がある。風穴の温度変化はこの清水桂の泉の地下水が地下で冷やされたためと思われる。

## 風穴小屋について
昔はこの風穴の場所には風穴小屋があり、天然のクーラーとして主に農作物の保管などに利用されていた。この風穴小屋を最初に作り風穴を利用したのは佐々木耕治で「風穴王」とも呼ばれていた。1号倉庫近くには佐々木耕治の顕彰碑が建っている。佐々木耕治は大正13年、県知事に保存に対する申請を行っている。
この風穴は長い間「化け物屋敷」と呼ばれていたが、天然の冷蔵庫として注目したのが由利郡大内町出身の佐々木耕治であった。明治35年から9年間、温度測定をするなど風穴の解明と利用方法を研究し、明治45年に倉庫を建設して農作物の貯蔵を可能にした。低温技術の無かった時代に、風穴倉庫は7棟作られ、リンゴの貯蔵量が1万箱（約200t）ほどに達した。
その後、同行者も多くなり20余の冷蔵庫が建てられた。冷蔵庫は多くは屋根だけを地上に出して周囲を石垣で囲って、天井をのこぎりクズで覆い、勾配を急にして日光と外気の影響を少なくしたものであった。貯蔵されていたものは、リンゴ、蚕種、農産物、種子であった。

## 長走風穴の植物

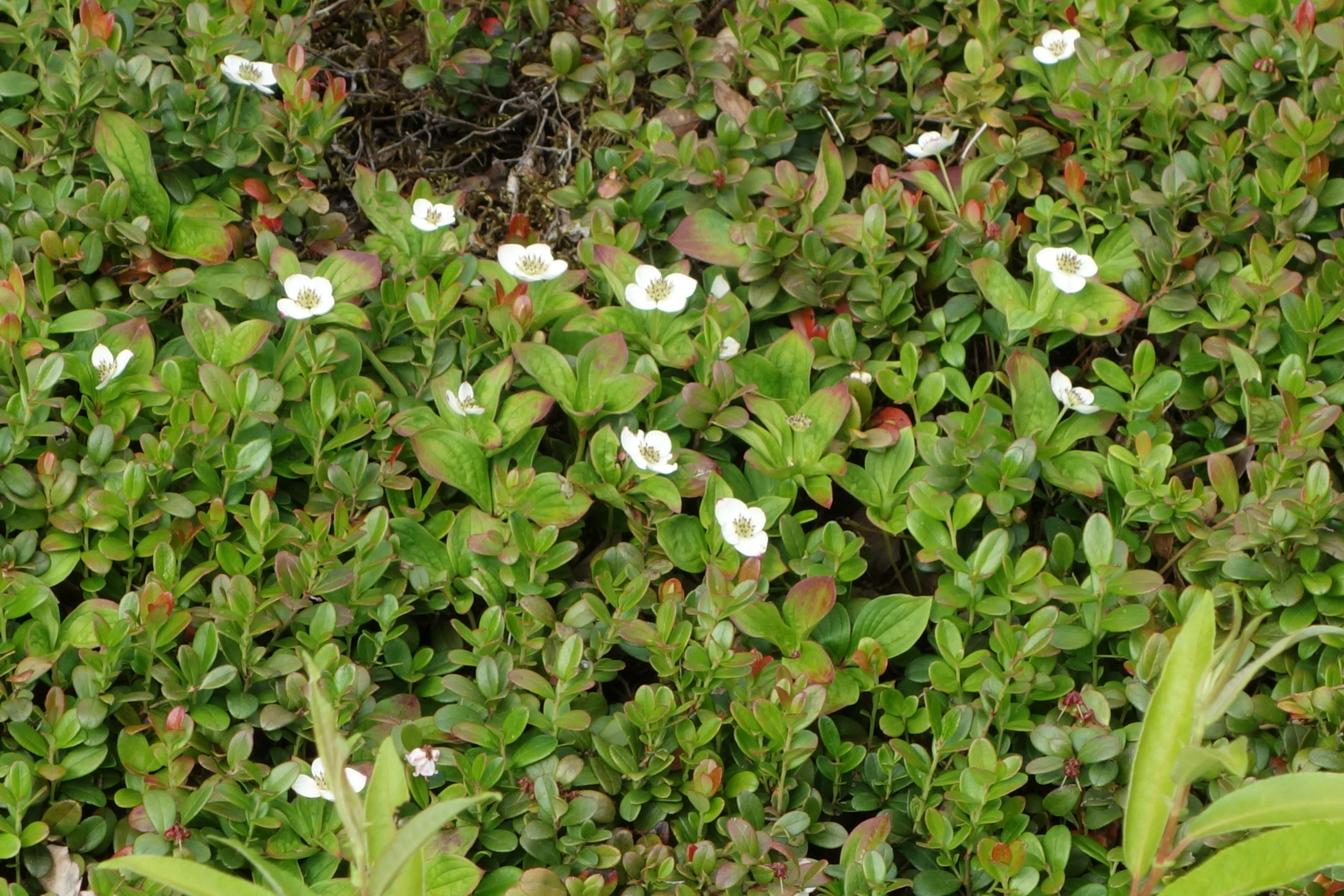
ゴゼンタチバナ 長走風穴5号観望デッキから

長走風穴は、標高が160から180m程度でありながら、標高1000m程度の高山植物が多数群生している。
風穴の植物が初めて記載されたのは牧野富太郎や、三好学による長走風穴によるものが最初で、そこでは標高200m程度のコナラやミズナラの林の中にコケモモやゴゼンタチバナ、オオタカネバラなどの高山から亜高山帯の植物群落が見られる。三好の調査により1926年には「長走風穴高山植物群落」として、富士山麓に次いで国の天然記念物に指定された。風穴植物が天然記念物になっているのは長走風穴と福島県の中山風穴の2か所のみである。
エンレイソウ、オオタカネイバラ、オオナルコユリ、クルマユリ、コケモモ、ゴゼンタチバナ、ヤナギラン、ナンブソウ、ベニバナイチヤクソウ、エゾリンドウ、ウスノキ、オオバスノキ、オオハナヒリノキ、ナナカマド、コキンバイ、チゴユリ、ヒメノガリヤス、ヤマドリゼンマイ、マンネンスギ、ムラサキヤシオツツジ、ヤマユリ、ツルリンドウ、ヤマツツジ、セリバオウレン、カタクリ、ショウジョウバカマ、マイヅルソウ、サイハイラン、クモキリソウ、ヨツバヒヨドリ、フタリシズカなどを観察することができる。